# فرنسيس دراموند
فرنسيس دراموند (بالإسبانية: Francisco Drummond)‏ هو عسكري أرجنتيني، (ولد في دندي في المملكة المتحدة 1803  م).